# Ernst Fivian
Ernst Fivian (* 12. August 1931 in Thun; † 15. Dezember 2021 in Luzern) war ein Schweizer Kunstturner der 1950er Jahre.

## Erfolge
Zu seinen grössten Erfolgen gehörten in der Disziplin Kunstturnen Mehrkampf/Mannschaft der Gewinn der Silbermedaille bei den Olympischen Spielen 1952 von Helsinki und der 8. Platz acht Jahre später in Rom. Des Weiteren wurde Fivian in  Kopenhagen 1959 im Bodenturnen Europameister und gewann Bronze am Sprung. Für seine Leistungen wurde Fivian 1959 zum Schweizer Sportler des Jahres gewählt. 1961 konnte er erneut EM-Bronze am Sprung gewinnen. Seine Karriere als Kunstturner musste er nach zwei Achillessehnenabrissen beenden.
Fivian war als Senior weiterhin bei seinem Heimverein, dem TV Thun, aktiv.